# Thomas Jackson (psykiater)
Thomas Jackson, född 24 januari 1953 i Lund, är en svensk läkare och psykiater som blev aktuell i debatten kring barn med uppgivenhetssyndrom under åren 2006 och 2007. Under 2008–2009 kom han ut med två böcker i ämnet och var år 2005 regeringens utredare rörande asylsökande med apatiska barn, vilka han ansåg var manipulerade av omgivningen (engelska: Group malingering by proxy).

## Biografi
Jackson föddes som son till Gunnar Elof Näsström (född 3 juli 1922 i Säbrå) och hans hustru Evy Kristina Mildred Jacksson-Näsström (född 4 juni 1922 i Markaryd). Jackson hette inledningsvis Näsström och antog moderns efternamn i början av 1970-talet.

## Karriär
Jackson arbetade bland annat som företagsläkare vid SVT[källa behövs] och biträdande rektor vid skolan Naprapathögskolan.[källa behövs] Sedan Jackson investerat ett större kapital på fastighetsmarknaden drabbades han hårt av fastighetskrisen 1991–1992, och flyttade till Norge där han 1994 påbörjade specialistutbildning i psykiatri. Efter avslutad utbildning har Jackson arbetat inom sjukvården i Sverige och Storbritannien.

## Apatiska flyktingbarn
Jackson engagerade sig tidigt i debatten om de apatiska flyktingbarnen. Jackson argumenterade för att barnen istället var utsatta för psykiska övergrepp. Jackson menade att den diagnos som stämde bäst in på fenomenet var "gruppsimulering genom närstående" (engelska: Group malingering by proxy). Jacksons teorier mötte kritik från barnläkare och psykologer. Han var en av de två läkare som regeringens utredare Marie Hessle refererade till i utredningen om barn med uppgivenhetssyndrom (SOU 2005:2). Enligt Gellert Tamas så var läkarnas bedömning att barnen simulerade sitt apatiska tillstånd medan rapportens slutledning var att "det finns inte någon enskild förklaring till den situation som har rått i Sverige beträffande en del asylsökande barn som visat uppgivenhetssymtom".    
Jackson förekom i det sammanhanget i en längre intervju i TV-programmet Uppdrag granskning där Jacksons teorier blev ifrågasatta av journalisten Gellert Tamas. Uppdrag Granskning och Tamas anmäldes av regeringens nationella samordnare till Granskningsnämnden för radio och tv med skälet att Tamas förvrängt Jacksons kommentarer. Nader Ahmadi menade att i vissa kulturer kunde barn användas "holistiskt" för att gynna familjens överlevnad. I en intervju med Gefle Blad svarade Ahmadi att "manipulering, simulering och förgiftning inte är omöjligt".
Jackson skrev en artikel på DT där han presenterade två världskända böcker inom psykiatrin till Gellert Tamas och Janne Josefsson på SVT och Uppdrag Granskning och menade att de inte lyssnade.
Thomas Jackson har utkommit med två böcker som rör ämnet apatiska flyktingbarn. I boken Veritofobi vill Jackson visa på förljugenheten hos maktklickar i svensk sjukvård och politisk korrekthet i svenska medier. I boken Copycatbarnen argumenterar Jackson för att uppgivenhetssyndromet hos apatiska asylsökande barn handlar om sjukdomssimulering framtvingad av föräldrarna i syfte att få uppehållstillstånd i Sverige.
Enligt en svensk forskningsrapport från 2016 konstaterar författarna att den rådande svenska synen på fenomenet, samt den massmediala uppmärksamheten, kan påverka antalet fall. Genom att det finns en av Socialstyrelsen fastställd officiell diagnos, genom massmedias uppmärksamhet och genom det faktum att samtliga barn tillfrisknar så fort de fått permanent uppehållstillstånd, tillsammans med det faktum att fenomenet bara tycks drabba personer från vissa delar av världen, anser författarna att tillståndet är kulturellt betingat och uppstår i mötet mellan den svenska inställningen och kulturen i det område från vilket patienterna kommer. Därför föreslår rapporten att fallen istället skall behandlas utifrån den neuropsykiatriska diagnosen katatoni, för vilket det finns väl beprövad behandling.
Journalisten Björn Sundin skrev att han först inte trodde på Jackson efter hans inträde i Svenskarnas parti, men noterade att Jackson aldrig hade blivit sakligt bemött. 
Den 17 augusti 2019 publicerade Jackson en artikel där han beskrev Gellert Tamas som en "parasiterande psykopat" efter att Filter ifrågasatt Tamas publikationer om de apatiska flyktingbarnen. Jackson skrev också att han officiellt lämnar debatten.

## Politiska sympatier och engagemang
Den 25 mars 2012 meddelade Jackson att han anslutit sig till Svenskarnas parti. I en intervju i Aftonbladet sade Jackson att Svenskarnas partis partiprogram var "en nödvändig profilering mot den mångkultur som jag jämt och ständigt kritiserat i Sverige". Till Expressen sade Jackson att hans bild av nazismen är negativ och att medlemskapet är ett sätt att lyfta de apatiska flyktingbarnens simuleringar, där Realisten (Svenskarnas partis tidning) erbjudit honom en plattform.
Jacksons partimedlemskap rönte kommentarer från flera håll. I en intervju med SVT:s Kulturnyheterna sade journalisten Gellert Tamas – samma person som har intervjuat Jackson om de apatiska barnen – att "Thomas Jackson har ett långt förflutet i högerextrema kretsar" och att det här var den största skandalen sedan baltutlämningen. Partiordföranden för Svenskarnas parti, Daniel Höglund, uttryckte sig positivt om medlemskapet och hoppades att flera offentliga personer skulle ansluta sig. Redan en månad senare återkom dock Jackson med ett meddelande i partiorganet Realisten, där han tillkännagav att han lämnar partiet, bland annat med motiveringen "för att jag i samband med min medlemsansökan blivit offentligt förtalad och kränkt av Sveriges mediadirektörer på ett sätt som omöjliggör för mig att vara yrkesverksam som läkare om jag är kvar i partiet". Jackson genmälde i Folkbladet att han inte var nazist, utan att hans medlemskap var en medveten provokation för att lyfta fram vad han kallade tortyrliknande övergrepp på de så kallade apatiska flyktingbarnen.
Tillsammans med personer som Gunnar Sandelin, Karl-Olov Arnstberg, Lars Bern och Jan Tullberg deltog Jackson i maj 2018 på en konferens anordnad av Swebbtv i Stockholm. Temat var "det stora bedrägeriet" och konferensen förefaller ha varit starkt kritisk mot migration och det etablerade samhället i stort. Tidigare under våren 2018 avgjordes ett mål i Stockholms tingsrätt, där Jackson stämt Aftonbladets förutvarande publisher Jan Helin under påstående om tryckfrihetsbrott och förtal. Rättegången ägde rum med tryckfrihetsjury och målet avgjordes genom en friande dom för Helins del.
Jackson föreläste på webbplatsen Swebbtv där han talade om hur svenska folket lider av "en kollektiv dissociativ psykos" där han menar att etablissemangets uppmaning till att göra om vuxna migranter till barn är ett exempel på detta. Han talade också om "mass-sociogen sjukdom" som handlar om att media kraftigt vinklar migrationspolitiken för att spela på samhällets goda ideal. Han hänvisar till studien Epidemic Hysteria: A Review of the Published Literature.
I december 2018 uppgav Jackson att han har för avsikt att starta ett nytt politiskt parti, Sveriges Klassiskt Konservativa Parti (KKP).